# 圣经广播网
圣经广播网为一个听众资助的基督教广播网，其总部位于美国北卡罗来纳州夏洛特，目前拥有英语、西班牙语、葡萄牙语、德语、俄语、汉语（文字包括简体中文和繁体中文）、日语和韩语。其宗旨是利用广播为媒介，全天候地向人传福音、教导圣经。